# Motorola 68010

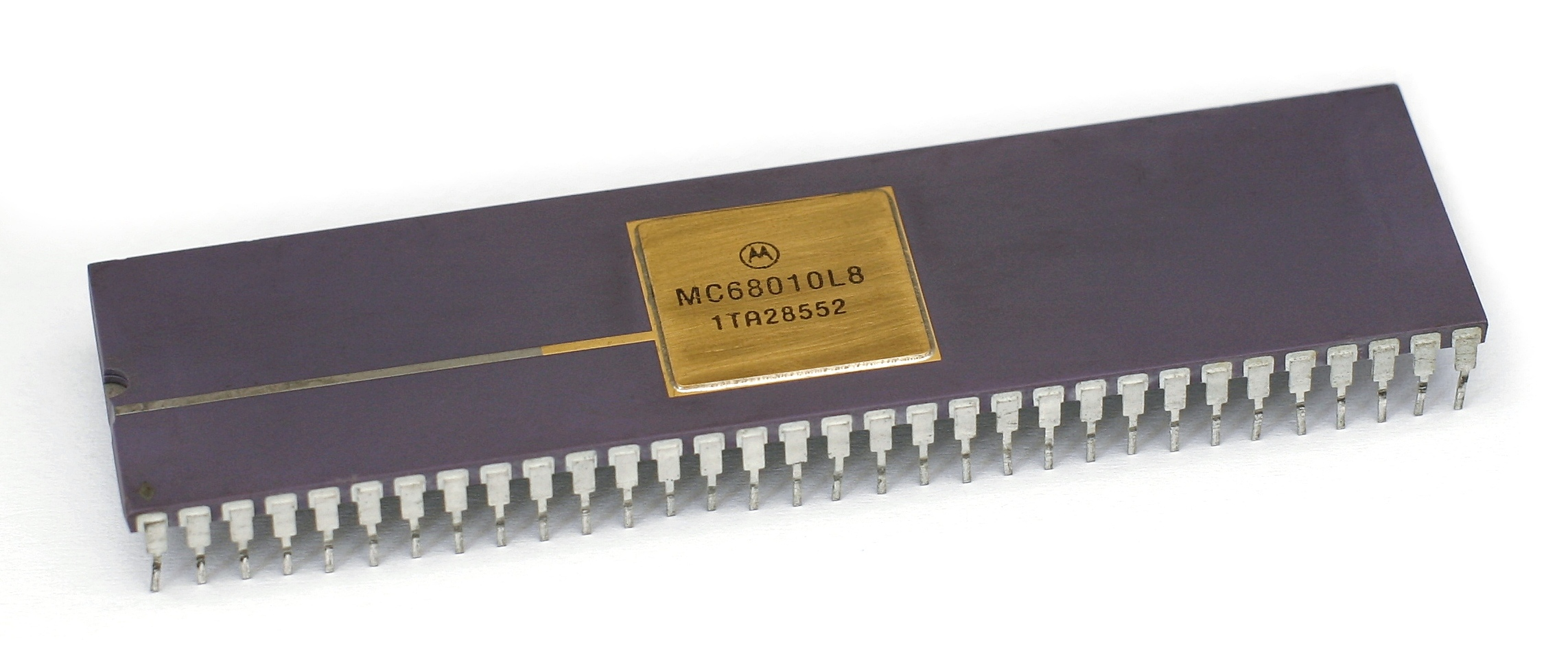
Motorola 68010 DIP.

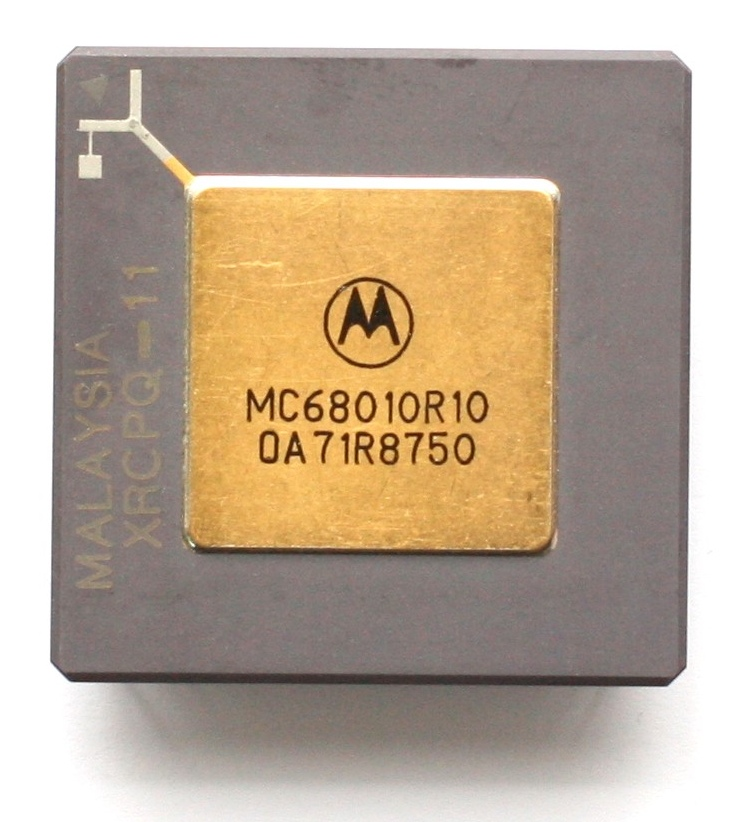
Motorola 68010 PGA.

El processador Motorola MC68010 és un microprocessador de 16/32 bits de Motorola, publicat en 1982. En comú amb la convenció de noms del Motorola 68000, en general és referit com 010 (pronunciat oh-one-oh).
Resol un defecte important de 68000, l'incompliment dels requisit de virtualització de Popek and Goldberg (una instrucció privilegiada, MOVE des de SR, és d'usuari enlloc de supervisor), i afegeix suport per a recuperació en cas d'error d'accés a memoria, implementat en forma d'excepció, possibilitant la implementació de [memòria virtual].
Addicionalment, el 68010 té un "loop mode", considera una mini cau d'instrucció, accelerant els bucles de dues instruccions. En general, el benefici de rendiment sobre 68000 és inferior al 10% a la pràctica.
El 68010 no és 100% programari compatible amb el 68000. La diferència més problemàtica és el format d'algunes excepcions a la pila.

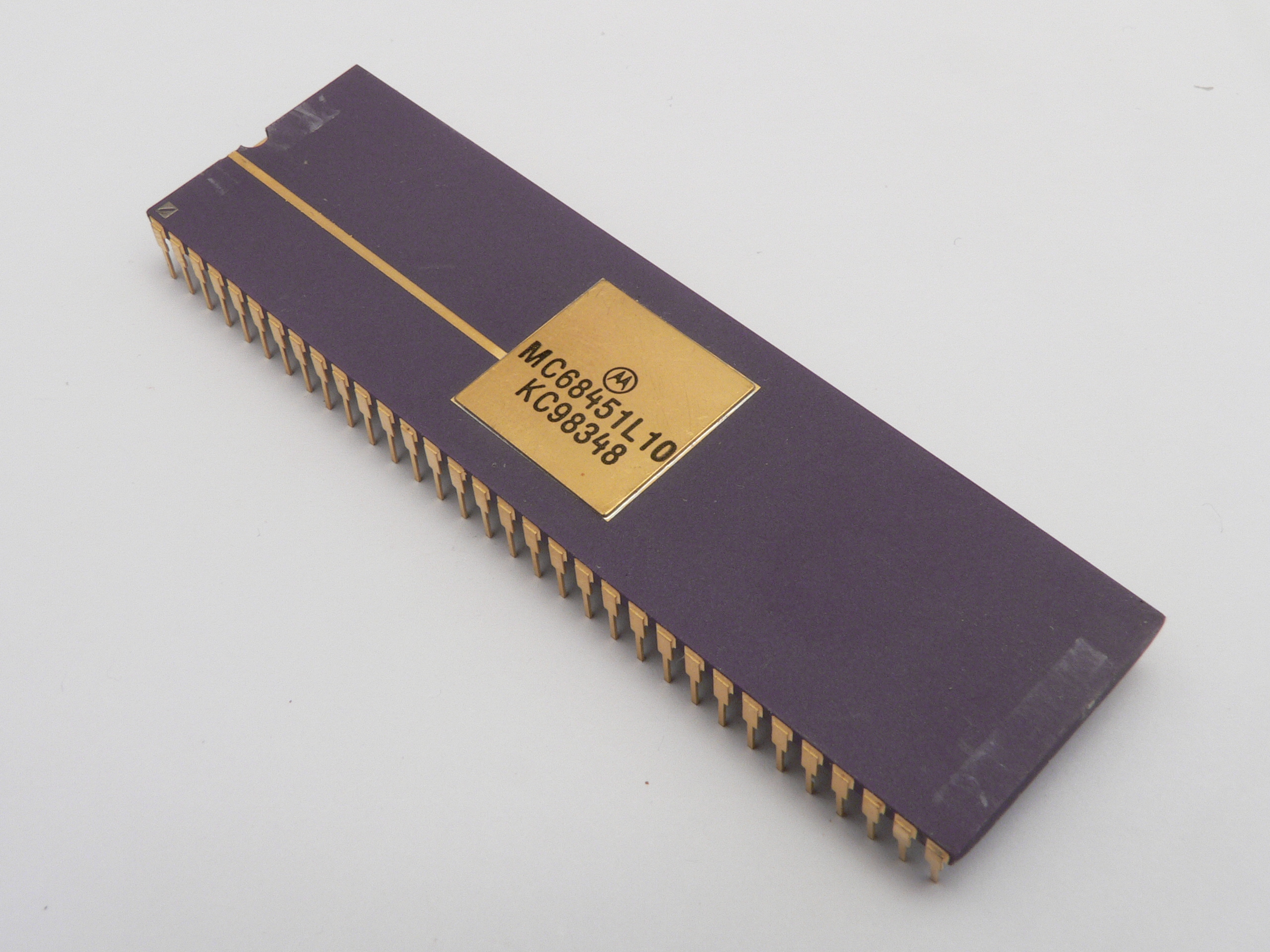
Motorola 68451 MMU

El 68010 podia ser utilitzat amb el 68451 MMU, però els problemes amb el disseny, en particular un 1 clock memory de penalització d'accés. Aquesta configuració impopular va donar lloc a que d'altres proveïdors, tals com Sun Microsystems, fessin servir el seu propi disseny de MMU.
El 68010 mai va ser tan popular com la 68000, donat el poc valor afegit i el increment de cost. La majoria dels venedors interessats en la funcionalitat MMU van esperar al 68020. Es poden trobar en un nombre menor de sistemes Unix, amb la MMU 68451(a la Torch Triple X), o amb una MMU customitzada (com el AT&T UNIX PC, la torre NCR XP i els primers HP9000 com el model 300 i 310) i diverses màquines d'investigació. S'utilitza de vegades com a reemplaçament al 68000, per a donar una mica més de rendiment als ordinadors Amiga i Atari ST, i a la vídeo consola Sega Genesis.
El 68010 té una característica addicional útil per als programadors. El Registre base de vector (VBR) permet enplaçar la base dels vectors d'excepció a una ubicació arbitrària en memoria. Un programa monitor/depurador pot interceptar les interrupcions, i mantenir la capacitat d'activar la demanda, fins i tot si els vectors de memòria baixa són modificats. Al reiniciar el processador, el VBR és zero, mantenint compatibilitat amb 68000.